# Cystocrepis setigera
Cystocrepis setigera är en sjöborreart som först beskrevs av Agassiz 1898.  Cystocrepis setigera ingår i släktet Cystocrepis och familjen Pourtalesiidae. Inga underarter finns listade i Catalogue of Life.